# Campylopus subfragilis
Campylopus subfragilis är en bladmossart som beskrevs av Ferdinand François Gabriel Renauld och Jules Cardot 1896. Campylopus subfragilis ingår i släktet nervmossor, och familjen Dicranaceae. Inga underarter finns listade i Catalogue of Life.